# Webb Peak Lookout Tower
Ne doit pas être confondu avec West Peak Lookout Tower.
La Webb Peak Lookout Tower est une tour de guet américaine du comté de Graham, en Arizona. Située dans les montagnes Pinaleño, elle est protégée au sein de la forêt nationale de Coronado. Érigée en 1933, elle est inscrite au Registre national des lieux historiques depuis le 28 janvier 1988.